# Lei de Minas e Minerais
A Lei de Minas e Minerais é uma lei aprovada em 1994 na Serra Leoa. Ela impôs uma pena mínima de 3 anos para a posse ilegal ou o contrabando de minerais, especificamente diamantes, bem como a autorização para pagamento de informantes em até 40% do valor dos minerais sendo contrabandeados.